# 網形蛋屬
网形蛋属（学名：Dictyoolithus）是一類大球形的恐龙蛋化石。网形蛋屬下只有一个蛋种：红坡网形蛋（学名：Dictyoolithus hongpoensis）。本屬以前還有另外两个的种，可是它们都现在都已歸類於原网形蛋屬（Protodictyoolithus）之下。